# Overdrive (Conan Gray)
Overdrive è un singolo del cantante statunitense Conan Gray, pubblicato il 19 febbraio 2021.

## Video musicale
Il video musicale, diretto dal cantante stesso assieme a Dillon Matthew, è stato reso disponibile attraverso YouTube il 22 febbraio 2021.

## Tracce
Testi e musiche di Christopher John Stracey, Conan Gray, Denis Kosiak, Jordan K. Johnson, Oliver Peterhof, Stefan Johnson e Tobias Jesso Jr..
1. Overdrive – 3:03